# Loculo

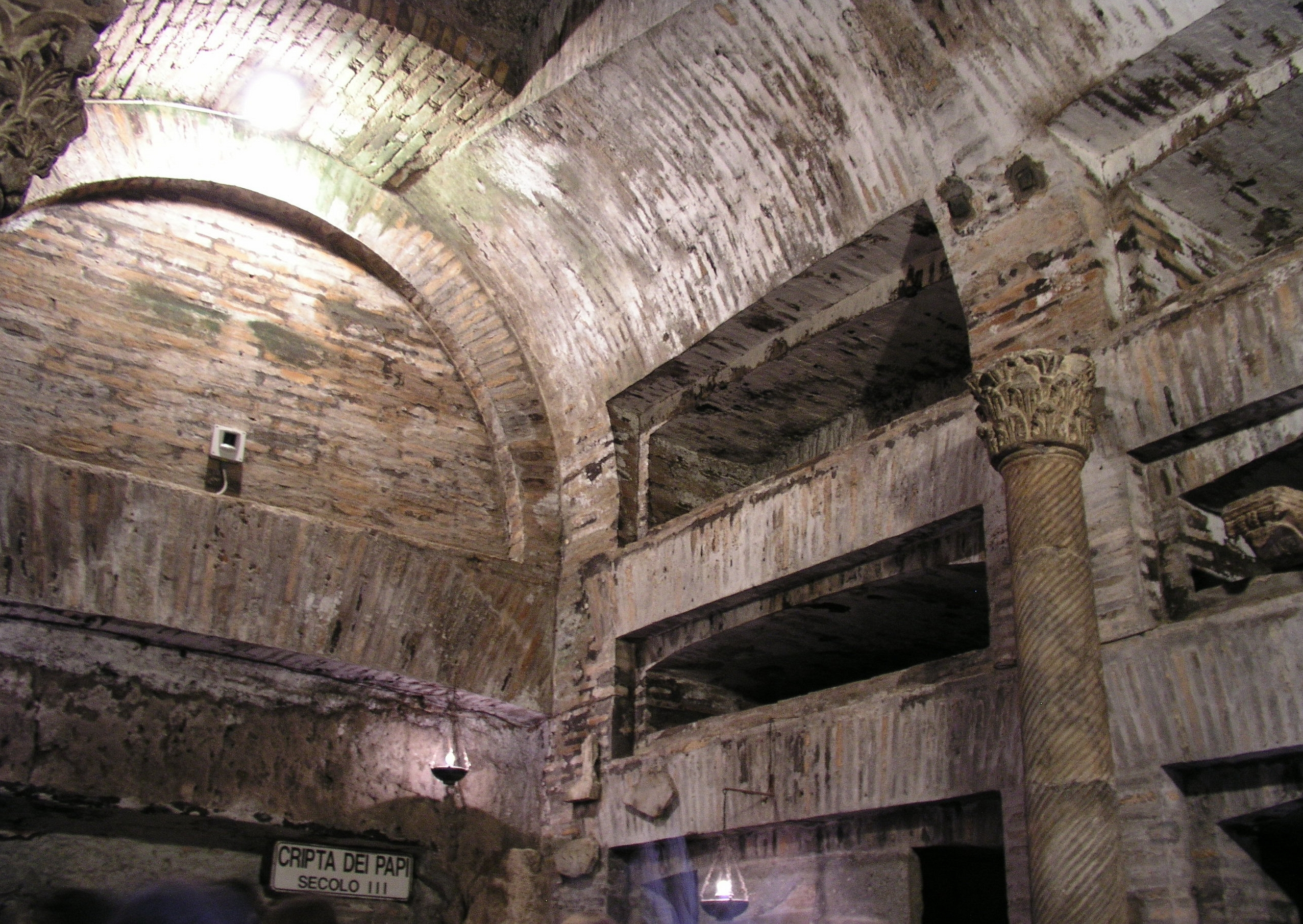
Loculi nelle catacombe di San Callisto

Un loculo (dal diminutivo latino di luogo, ovvero piccolo luogo), è una nicchia funeraria in genere rettangolare utilizzata per la sepoltura.

## Funzione

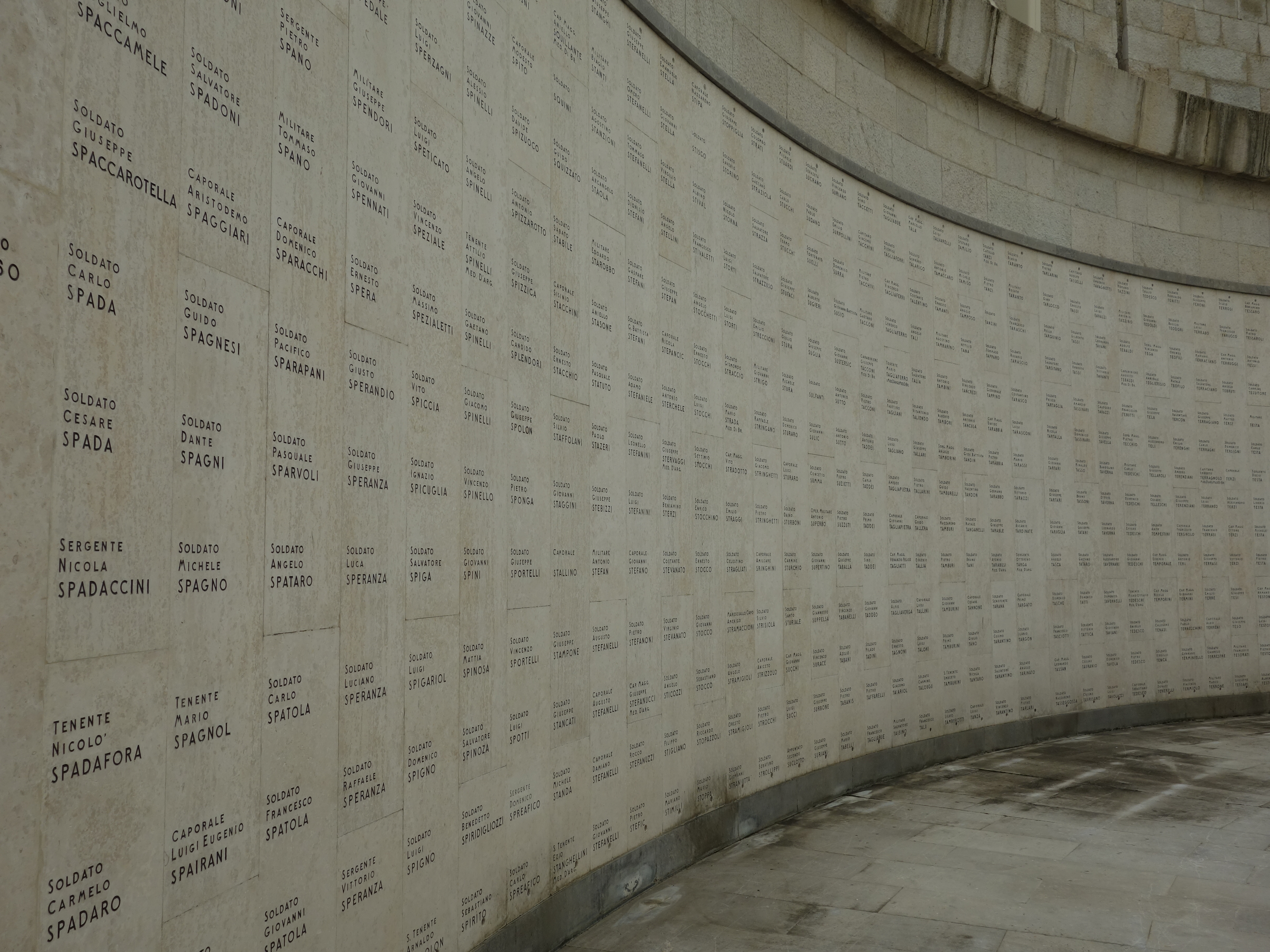
Loculi del sacrario militare di Oslavia

All'interno dei loculi vengono custodite le ceneri dei defunti, oppure le loro ossa, eventualmente esumate dopo un periodo di sepoltura nel terreno, oppure ancora uno o più cadaveri, eventualmente mummificati. Negli odierni cimiteri cittadini la concessione dei loculi avviene per un determinato periodo di tempo, in genere di qualche decina di anni. Al termine di questo periodo, in assenza di un rinnovo della concessione, i resti dei defunti possono venire riconsegnati ai familiari o collocati in ossari comuni.

## Caratteristiche architettoniche
I loculi fanno di solito parte di complessi più ampi detti, a seconda della tipologia, colombari, catacombe, mausolei. Si distinguono dagli arcosoli perché questi ultimi sono nicchie semi-circolari di dimensioni molto maggiori e sormontate da un arco. Nell'antichità classica i loculi si affacciavano anche su cubicoli, ovvero camere funerarie destinate in genere ai defunti di una sola famiglia. Nelle sepolture ebraiche meno antiche i loculi erano ricavati nel senso della lunghezza nelle pareti del cubicolo o di una galleria..
I loculi sono in genere chiusi da una tavola in pietra, terra cotta o legno, spesso scolpita o recante un'iscrizione in memoria del defunto. La chiusura può essere rinforzata da mattoni o tegole cementate. I resti umani all'interno dei loculi possono a loro volta essere contenuti in urne funerarie, bare, sarcofagi, sudari o anche venirvi riposti senza ulteriori involucri.

## Galleria d'immagini

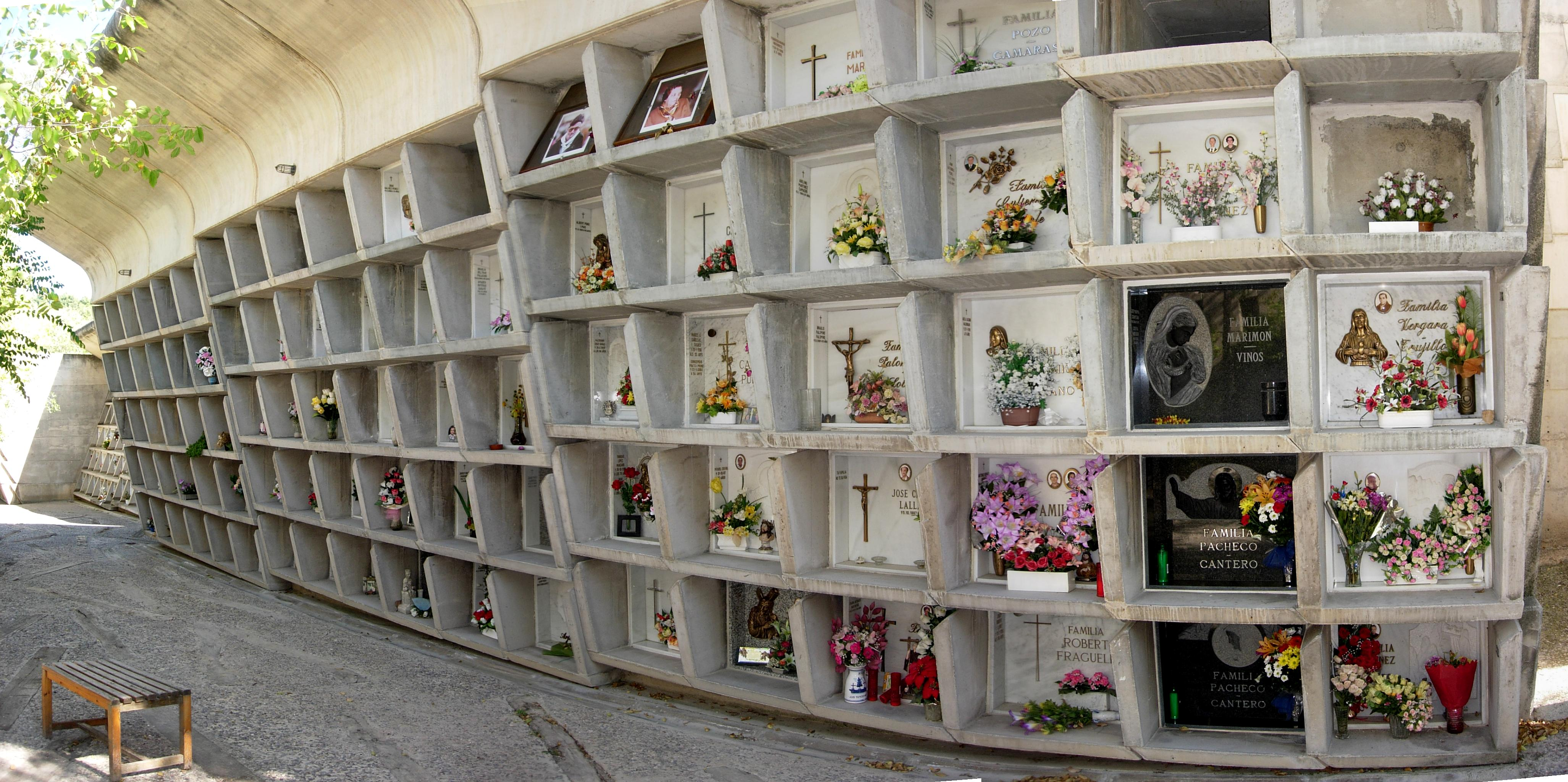
Loculi di in colombarium
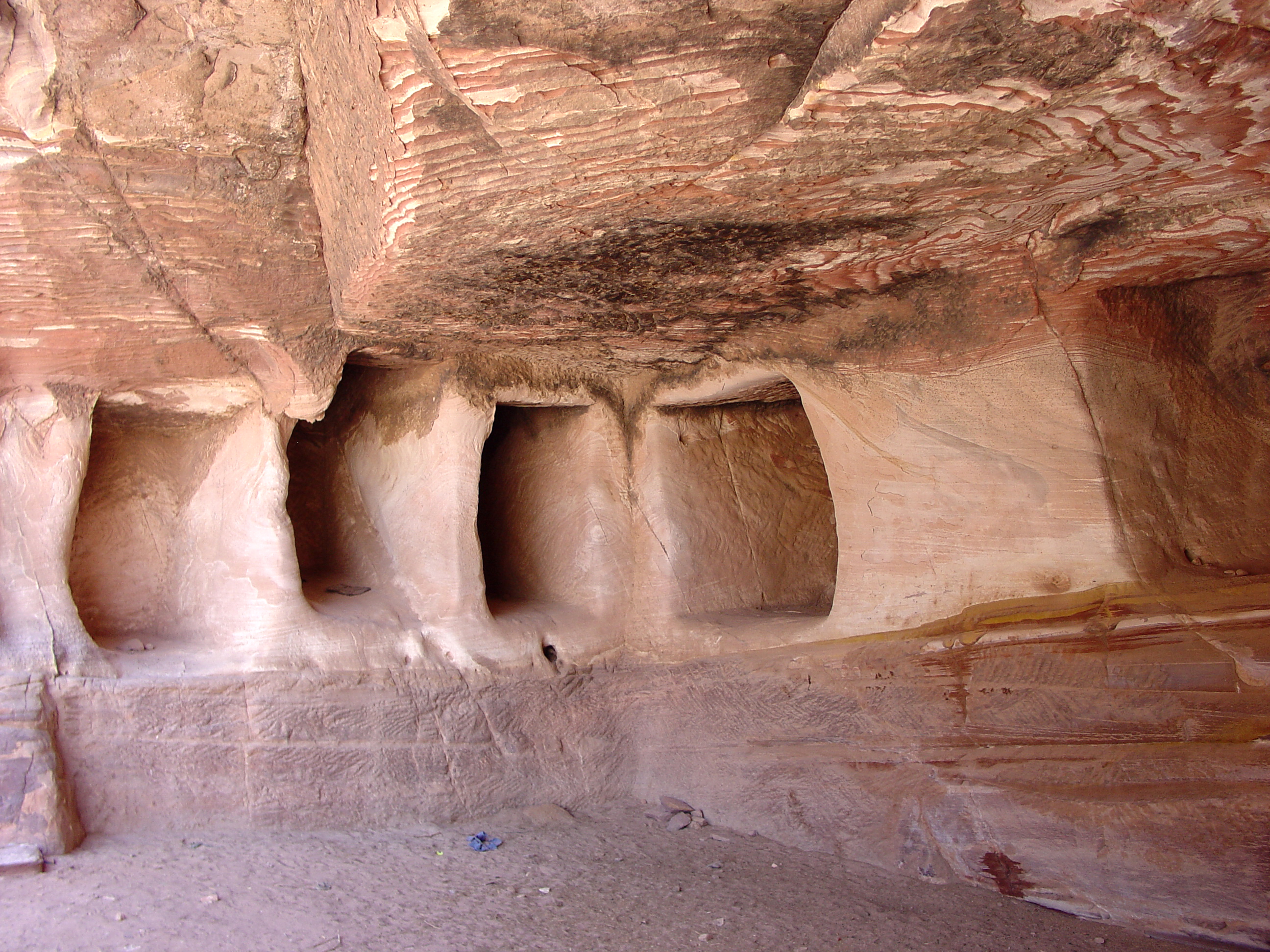
Loculi di in ipogeo